# Cincinnati Bengals 2017
La stagione 2017 dei Cincinnati Bengals è stata la 50ª della franchigia, la 48ª nella National Football League e la 15ª con Marvin Lewis come capo-allenatore. Dopo avere perso le prime due partite senza segnare alcun touchdown, la squadra ha licenziato il coordinatore offensivo Ken Zampese promuovendo al suo posto l'allenatore dei quarterback. Per la prima volta dal biennio 2007-2008 i Bengals hanno terminato due stagioni consecutive con un record negativo. Tuttavia negli ultimi due turni si sono presi la soddisfazione di eliminare due squadre dalla corsa ai playoff: i Detroit Lions nella settimana 16 e i Baltimore Ravens nella 17.

## Scelte nel Draft 2017
| Scelte dei Bengals nel Draft 2017 |        |                |       |              |
| Giro                              | Scelta | Giocatore      | Ruolo | College      |
| 1                                 | 9      | John Ross      | WR    | Washington   |
| 2                                 | 48     | Joe Mixon      | RB    | Oklahoma     |
| 3                                 | 73     | Jordan Willis  | DE    | Kansas State |
| 4                                 | 116    | Carl Lawson    | DE    | Auburn       |
| 4                                 | 128    | Josh Malone    | WR    | Tennessee    |
| 4                                 | 138    | Ryan Glasgow   | DT    | Michigan     |
| 5                                 | 153    | Jake Elliott   | K     | Memphis      |
| 5                                 | 176    | J.J. Dielman   | C     | Utah         |
| 6                                 | 193    | Jordan Evans   | LB    | Oklahoma     |
| 6                                 | 207    | Brandon Wilson | CB    | Houston      |
| 7                                 | 251    | Mason Schreck  | TE    | Buffalo      |

## Staff
| Staff dei Cincinnati Bengals nel 2017 |
| --- |
| Organi dirigenziali - Presidente/General Manager – Mike Brown - Senior Vice President of Player Personnel – Pete Brown - Executive Vice President – Katie Blackburn - Vice President of Player Personnel – Paul Brown - Director of Player Personnel – Duke Tobin Capo allenatore - Marvin Lewis - Assistente c.a./Offensive Line – Paul Alexander Altri allenatori - Preparatore atletico – Chip Morton - Assistente – Jeff Friday Allenatori dell'attacco - Coordinatore offensivo – Ken Zampese (licenziato il 15 settembre) - Quarterback/coordinatore offensivo ad intermim – Bill Lazor - Running Back – Kyle Caskey - Wide Receiver – James Urban - Tight End – Jonathan Hayes - Assistente Offensive Line/Controllo qualità – Brian Braswell - Offensive Line/Controllo qualità – Robert Couch - Assistente/Wide Receiver – Dan Pitcher Allenatori della difesa - Coordinatore difensivo – Paul Guenther - Defensive Line – Jacob Burney - Linebacker – Jim Haslett - Assistente Linebackers/Controllo qualità – David Lippincott - Defensive Back – Kevin Coyle - Assistant Defensive Back – Robert Livingston - Controllo qualità/Defensive Line – Marcus Lewis Allenatori dello special team - Coordinatore Special Team – Darrin Simmons - Assistente/Controllo qualità – Brayden Coombs |

## Roster
| Roster dei Cincinnati Bengals nel 2017 |
| --- |
| Quarterback - 14 Andy Dalton - 3 Jeff Driskel - 5 A.J. McCarron Running Back - 25 Giovani Bernard - 89 Ryan Hewitt FB - 32 Jeremy Hill - 28 Joe Mixon Wide Receiver - 83 Tyler Boyd - 16 Cody Core - 12 Alex Erickson - 18 A.J. Green - 11 Brandon LaFell - 80 Josh Malone - 15 John Ross Tight End - 82 Cethan Carter - 85 Tyler Eifert - 81 Tyler Kroft - 87 C.J. Uzomah Offensive Linemen - 61 Russell Bodine C - 65 Clint Boling G - 74 Jake Fisher T - 66 Trey Hopkins G - 60 T.J. Johnson C - 70 Cedric Ogbuehi T - 62 Alex Redmond G - 71 Andre Smith G - 63 Christian Westerman G Defensive Linemen - 97 Geno Atkins DT - 75 Andrew Billings DT - 96 Carlos Dunlap DE - 98 Ryan Glasgow DT - 90 Michael Johnson DE - 92 Pat Sims DT - 94 Chris Smith DE - 99 Jordan Willis DE Linebacker - 50 Jordan Evans OLB - 58 Carl Lawson OLB - 51 Kevin Minter MLB - 56 Hardy Nickerson Jr. MLB - 57 Vincent Rey OLB - 59 Nick Vigil MLB Defensive Back - 21 Darqueze Dennard CB - 42 Clayton Fejedelem S - 43 George Iloka FS - 22 William Jackson III CB - 27 Dre Kirkpatrick CB - 20 KeiVarae Russell CB - 26 Josh Shaw CB - 31 Derron Smith FS - 36 Shawn Williams FS Special Team - 4 Randy Bullock K - 46 Clark Harris LS - 10 Kevin Huber P Lista delle riserve - 55 Vontaze Burfict OLB (Sospeso) - 33 Tra Carson RB (IR) - 24 Adam Jones CB (Sospeso) - 84 Jake Kumerow WR (IR) - 30 Cedric Peerman RB (IR) - 86 Mason Schreck TE (IR) 53 attivi, 6 inattivi |
| Legenda - I rookie sono in corsivo. - Il primo ruolo è il principale mentre gli eventuali successivi indicano i ruoli secondari. - (IR) sta per Injured Reserve ed indica la lista ristretta per un solo giocatore infortunato che può tornare ad allenarsi dopo la settimana 6 e a rientrare in prima squadra dopo che questa ha giocato 8 partite. - (NF-Inj.) / (NF-Ill.) stanno rispettivamente per Non-Football Injured e Non-Football Illness ed indicano le liste dove viene inserito un giocatore che ha un infortunio o una malattia non dipendente dal football americano. - (PUP) sta per Physically Unable to Perform ed indica la lista dove viene inserito un giocatore mentre è in attesa di recuperare la condizione fisica. Nella stagione regolare dopo la sesta partita giocata dalla propria squadra, il giocatore ha tempo tre settimane per riprendere ad allenarsi, più tre settimane aggiuntive dal suo rientro agli allenamenti per rientrare in prima squadra. |

## Calendario

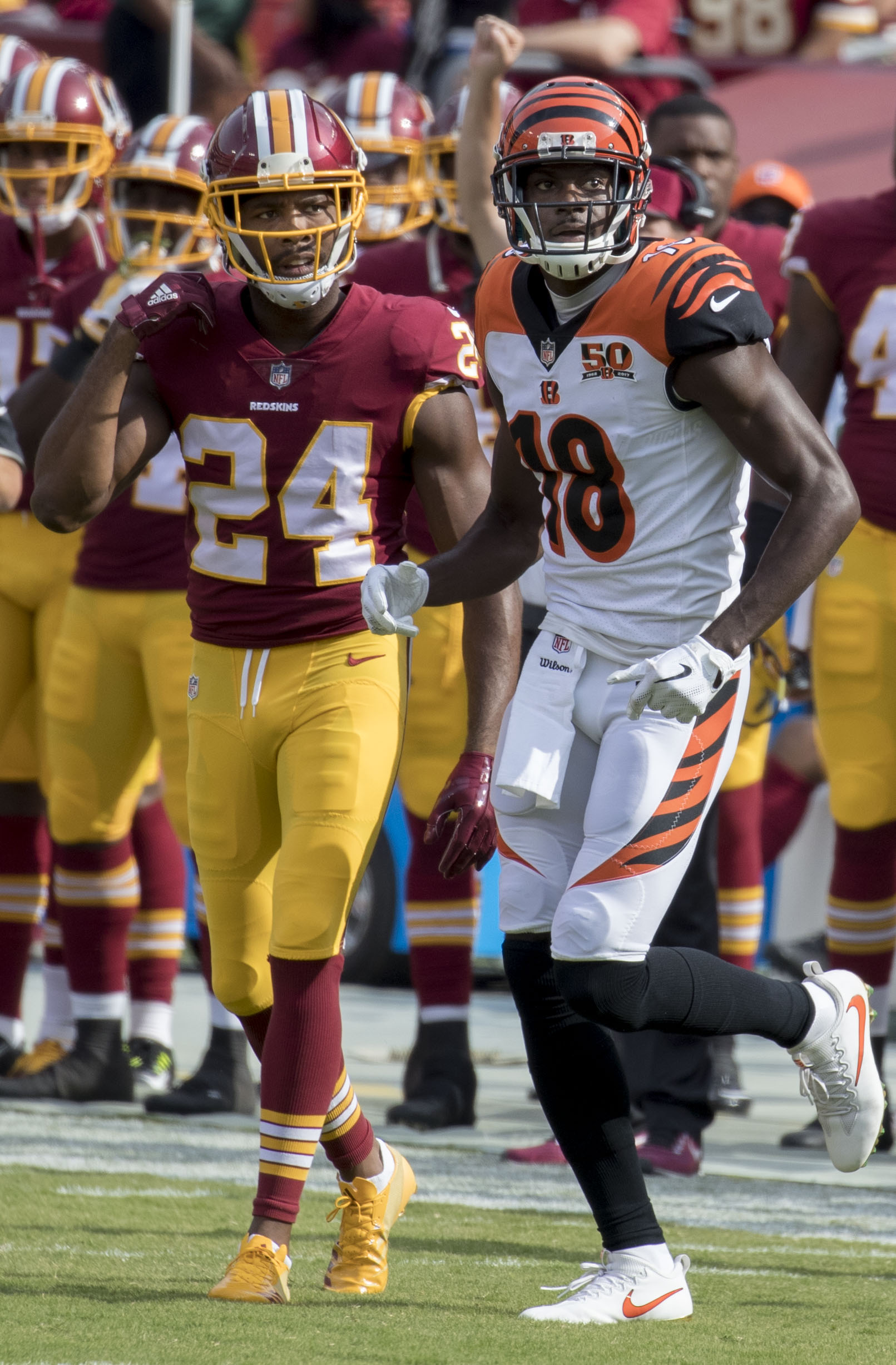
La gara di pre-stagione contro i Redskins

Il calendario della stagione è stato annunciato il 20 aprile 2017.
| Turno | Data               | Avversario              | Risultato          | Record             | Stadio                              | NFL.com recap      |
| ----- | ------------------ | ----------------------- | ------------------ | ------------------ | ----------------------------------- | ------------------ |
| 1     | 10/9               | Baltimore Ravens        | S 0–20             | 0–1                | Paul Brown Stadium                  | Recap              |
| 2     | 14/9               | Houston Texans          | S 9–13             | 0–2                | Paul Brown Stadium                  | Recap              |
| 3     | 24/9               | at Green Bay Packers    | S 24–27 (DTS)      | 0–3                | Lambeau Field                       | Recap              |
| 4     | 1/10               | at Cleveland Browns     | V 31–7             | 1–3                | FirstEnergy Stadium                 | Recap              |
| 5     | 8/10               | Buffalo Bills           | V 20–16            | 2–3                | Paul Brown Stadium                  | Recap              |
| 6     | Settimana di pausa | Settimana di pausa      | Settimana di pausa | Settimana di pausa | Settimana di pausa                  | Settimana di pausa |
| 7     | 22/10              | at Pittsburgh Steelers  | S 14–29            | 2–4                | Heinz Field                         | Recap              |
| 8     | 29/10              | Indianapolis Colts      | V 24–23            | 3–4                | Paul Brown Stadium                  | Recap              |
| 9     | 5/11               | at Jacksonville Jaguars | S 7–23             | 3–5                | EverBank Field                      | Recap              |
| 10    | 12/11              | at Tennessee Titans     | S 20–24            | 3–6                | Nissan Stadium                      | Recap              |
| 11    | 19/11              | at Denver Broncos       | V 20–17            | 4–6                | Sports Authority Field at Mile High | Recap              |
| 12    | 26/11              | Cleveland Browns        | V 30–16            | 5–6                | Paul Brown Stadium                  | Recap              |
| 13    | 4/12               | Pittsburgh Steelers     | S 20–23            | 5–7                | Paul Brown Stadium                  | Recap              |
| 14    | 10/12              | Chicago Bears           | S 7–33             | 5–8                | Paul Brown Stadium                  | Recap              |
| 15    | 17/12              | at Minnesota Vikings    | S 7–34             | 5–9                | U.S. Bank Stadium                   | Recap              |
| 16    | 24/12              | Detroit Lions           | V 26–17            | 6–9                | Paul Brown Stadium                  | Recap              |
| 17    | 31/12              | at Baltimore Ravens     | V 31–27            | 7–9                | M&T Bank Stadium                    | Recap              |

Note: Gli avversari della propria division sono in grassetto.

## Premi individuali

### Pro Bowler

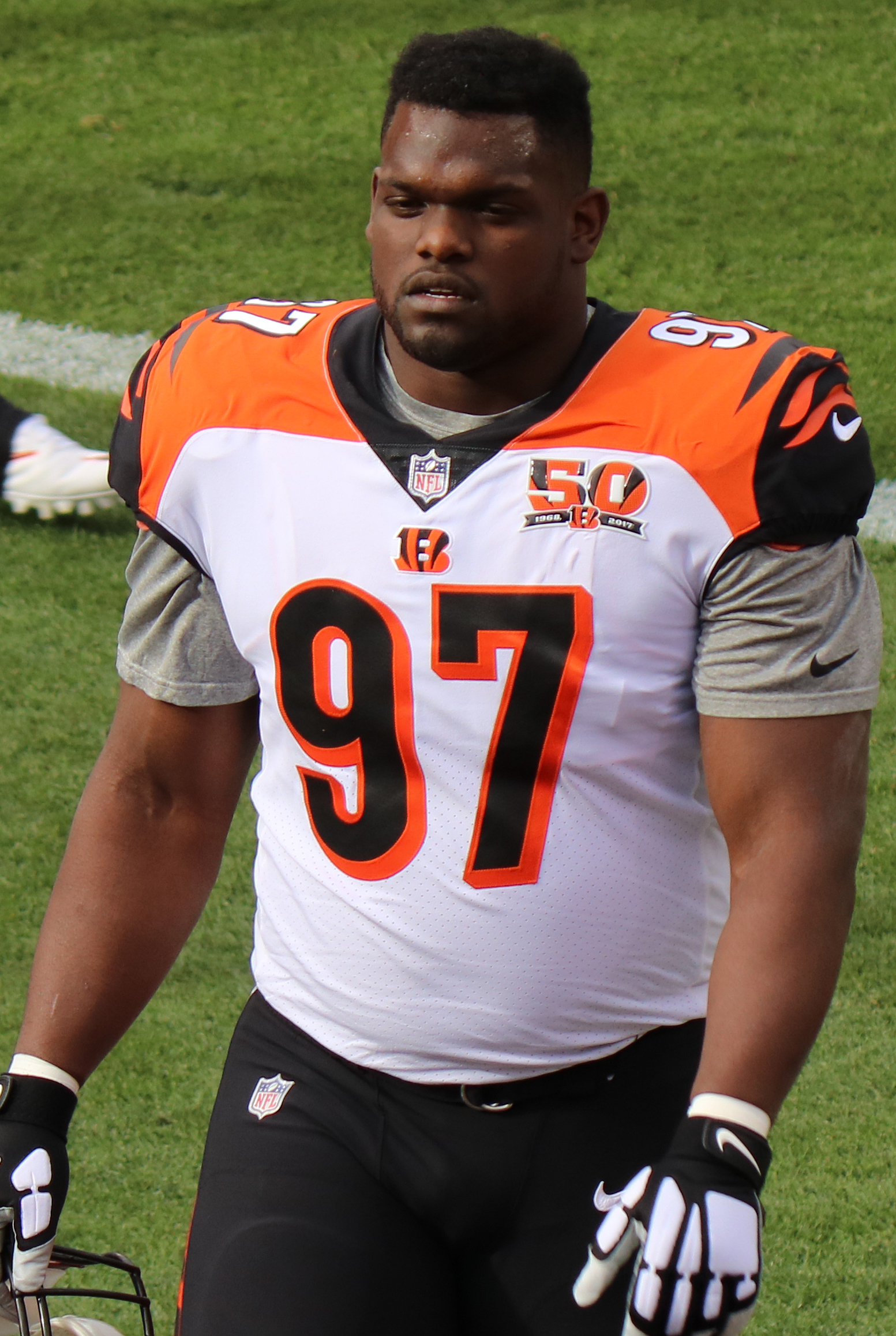
Nel 2017 Geno Atkins è stato convocato per il sesto Pro Bowl in carriera

Due giocatori dei Bengals sono stati convocati per il Pro Bowl 2018:
- A.J. Green, wide receiver, 7ª convocazione
- Geno Atkins, defensive tackle, 6ª convocazione

### Premi settimanali e mensili
- Carlos Dunlap:

miglior difensore della AFC della settimana 8